# 阿普卡河
阿普卡河是俄羅斯的河流，位於堪察加半島，河道全長約296公里，流域面積13,600平方公里，河水主要來自融雪、雨水、地下水和冰川，最終注入奧柳托爾斯基灣。